# Ugeskrift for Retsvæsen
Ugeskrift for Retsvæsen (i juridisk litteratur ofte forkortet UfR eller blot U) er et dansk tidsskrift, som udgives af Karnov Group. Ugeskriftet indeholder alle de væsentligste højesteretsafgørelser samt principielle domme og kendelser fra Sø- og Handelsretten og landsretterne. Dommene gengives som hovedregel i fuld tekst, men der tilføjes et resume (også kaldet domshoved). Andre domme gengives blot som resumé eller i uddrag.
Ud over domssamlingen, betegnet afdeling A, bringer ugeskriftet videnskabelige artikler, anmeldelser og andre artikler med relevans for juraen i afdeling B. Siden 1906 har hver afdeling været særskilt pagineret.:2-3 
Ugeskriftet udkommer udover som papirtidsskrift også i en online-udgave med udvidede søge- og opslagsmuligheder.

## Henvisning
I Danmark sker henvisninger til retspraksis normalt ved at henvise til den årgang og det sidetal, hvor afgørelsen er trykt i ugeskriftet. Selv om der ikke findes nogen officiel standard for henvisning til domspraksis, er denne praksis så udbredt, at den er blevet betegnet som en de facto-standard af blandt andet Dansk Advokatsamfund og Djøf.:23, 27, 34 og 40 
Henvisninger til ugeskriftet i juridisk litteratur og hos domstolene er ikke helt ensartede, men indeholder normalt forkortelsen U eller UfR efterfulgt af årgangen og sidetallet hvor dommen er trykt, samt en forkortelse der angiver hvilken domstol der har afsagt dommen. Visse forfattere inkluderer også forkortelsen D/K alt efter om der er tale om en dom eller en kendelse. Hvis der optræder flere domme på en side angives et løbenummer.
Til illustration er Højesterets dom i sagen om Aalborg kloster trykt i ugeskriftets årgang 1968 på side 84, sammen med et resume af en anden dom. En henvisning til denne afgørelse vil blandt andet kunne skrives U.1968.84/2H, U 1968.84/2 HD, UfR 1968 84/2 H. I dette eksempel angiver U at der er tale om en henvisning til ugeskriftet, 1968 angiver årgangen, 84/2 angiver at der er tale om den anden dom trykt på side 84, H angiver at dommen er afsagt af Højesteret og D angiver at der er tale om en dom.
Ikke alle afgørelser bliver trykt i ugeskriftet. Henvisninger til andre trykte afgørelser sker ved henvisning til en række specialtidsskrifter, mens henvisninger til utrykte afgørelser normalt sker ved angivelse af den domstol der har afsagt afgørelsen, datoen for afgørelsen, og domstolens interne sagsnummer.

## Historie
Ugeskrift for Retsvæsen udkom første gang i 1867.:690  Ugeskriftet afløste forgængeren Tidsskrift for Retsvæsen, der udelukkende havde bragt retsvidenskabelige artikler.:2  Det var de samme folk, som stod bag, og det første nummer i 1867 blev redigeret af overretssagfører P. Casse og auditør J.H. Mundt.:3